# Microcerella
Microcerella is een vliegengeslacht uit de familie van de dambordvliegen (Sarcophagidae).

## Soorten
- M. adelphe Pape, 1990
- M. bermuda Pape, 1990
- M. hypopygialis (Townsend, 1915)
- M. scrofa (Aldrich, 1916)
- M. texana (Townsend, 1919)
- M. valgata (Reinhard, 1947)